# Daniel Ricciardo
Daniel Joseph Ricciardo (Perth, 1989. július 1. –) olasz származású ausztrál autóversenyző, korábbi Formula–1-es pilóta, a 2009-es brit Formula–3-as bajnokság győztese. 
A 2011-es Formula–1 világbajnokságban a Hispania Racing F1 Team versenyzője volt, 2012-től a Scuderia Toro Rosso színeiben folytatta pályafutását. 2014-ben a Red Bullhoz igazolt, Sebastian Vettel mellé, 2015-től csapattársa Danyiil Kvjat, 2016-tól pedig Max Verstappen. 2019-től a Renault csapatának versenyzője. 2021-ben a Ferrari csapatába szerződő Carlos Sainz Jr. helyére igazolt a McLaren alakulatához. 2023-ban visszatért a Red Bullhoz, mint teszt- és tartalékpilóta, emellett Racing Bulls versenyzője.

## Pályafutása
Első bajnoki címét 2008-ban, a Formula Renault 2.0 Nyugat-európai Kupában nyerte. 2009-ben a Carlin Motorsport színeiben megnyerte a brit Formula–3-as bajnokságot. Ezután a World Series by Renault 3.5-ös géposztályában folytatta. Itt két ponttal maradt le a bajnok mögött.
2011-ben, miután a Red Bull Racing színeiben részt vett a fiatal versenyzők tesztjén Abu-Dzabiban, a fiókcsapat Toro Rossóhoz került, a nagydíjak szabadedzésén harmadik számú pilótaként részt vehetett.  

#### HRT 2011
2011. június 30-án Ricciardo a Hispania Racinghez szerződött Narain Karthikeyan helyére a 2011-es szezon összes hátralévő versenyére. Abu Dhabiban Ricciardo mechanikai problémákkal vonult vissza, miután a 20. helyről rajtolt, és a Brazil Nagydíj utolsó futamában Ricciardo a 22. rajthely után a 20. helyen végzett.

#### Toro Rosso 2012-2013
A 2011. december 14-én megerősítették, hogy Ricciardo a 2012-es szezonban a Scuderia Toro Rosso csapatában fog vezetni a francia Jean-Éric Vergne mellett. A 2012. évi Ausztrál Nagydíjon 2012. március 18-án Ricciardonak az utolsó kör végén sikerült megelőznie csapattársát, Vergne-t, és a kilencedik helyen tért célba, megszerezve első két világbajnoki pontját. Esős körülmények között Malajziában a 12. helyen végzett, miután elsőként váltott slick gumikra. Bahreinben hatodik lett, de a verseny során visszaesett, és a 15. helyen végzett. Monacóban szenvedte el a szezon egyetlen kiesését, miután a 15. pozícióból rajtolt. Az év során hat alkalommal ért célba az első tíz helyen (AUS, BEL, SIN, JPN, KOR, UAE), amivel összesen 10 pontot szerzet, ezzel a  18. helyen végzett, csapattársa, Jean-Éric Vergne mögött.
A Toro Rosso a 2013-as szezonra meghosszabbította a szerződését. Ricciardo hét ponttal múlta felül csapattársát, Jean-Éric Vergne-t, és a szezon több mint háromnegyedén az időmérő edzéseken legyőzte őt. 30–7-es kvalifikációs eredmények Vergne ellen a két együtt töltött év során hozzájárultak ahhoz, hogy a Toro Rosso felnőttcsapatába, a Red Bullba kerüljön, honfitársa, Mark Webber helyére. Ricciardo hét alkalommal végzett pontszerző helyen, amivel összesen 20 pontot szerzett és a 13. helyen végzett a bajnokságban.

#### Red Bull 2014 - 2018
2014-ben, új csapatánál kimagasló teljesítményt produkált, már a szezonnyitó ausztrál nagydíjon a második helyet szerezte meg, bár a futamról utólag diszkvalifikálták, mivel az autójában a megengedettnél nagyobb volt az üzemanyagátfolyás mértéke. A következő futamon műszaki hiba miatt kiesett, ám ezután kétszer ért célba negyedikként, majd a spanyol nagydíjon harmadikként már a dobogóra is felállhatott, ezt a teljesítményt pedig az ezt követő monacói nagydíjon is megismételte. Igazán nagy eredményt azonban a következő, kanadai nagydíjon ért el, ahol meg tudta előzni a motorhibával küzdő Rosberget, és megnyerte élete első futamát. Ezen kívül még két futamon győzött 2014-ben: a magyar és a belga nagydíjon. A 19 futamból összesen 16-szor szerzett pontot, dobogóra pedig nyolcszor állhatott, három első és öt harmadik hellyel. A szezon során 238 pontot gyűjtött, ezzel Hamilton és Rosberg mögött a harmadik helyen végzett az összetettben, megelőzve négyszeres világbajnok csapattársát, Sebastian Vettelt is, aki ebben az évben egyszer sem tudott futamot nyerni. Ricciardon kívül csak a két Mercedes-pilóta állhatott fel a dobogó legfelső fokára az idény során.
2015-ben Vettel a Ferrarihoz távozott, ezzel Ricciardo lett az első számú pilóta a Red Bullnál, csapattársa a Toro Rossotól érkező Danyiil Kvjat.
2019-re a Red Bull csapatától átigazolt a Renault Formula–1-es csapathoz.
2020. október 11.-én az Eifel nagydíjon megszerezte első dobogóját a Renault csapatával, miután a Nürburgringen harmadik helyen ért célba.
2021-ben a Ferrari csapatába szerződő Carlos Sainz Jr. helyére igazolt a McLaren alakulatához. Ebben az évben megnyerte az olasz nagydíjat.
2022 augusztusában a McLaren bejelentette, hogy szerződést bontott vele. Szeptember 2-án a brit alakulat bejelentette, hogy Ricciardo honfitársa, Oscar Piastri érkezik a helyére. 2022-ben Ricciardo megkapta az Ausztrália Rendje kitüntetést.
2023-tól a Red Bull Racing teszt- és tartalékpilótája és szimulátor pilóta is, valamint a 2023-as magyar nagydíjtól kezdve az AlphaTauri pilótája, miután Nyck De Vriest elbocsátották a csapattól gyenge eredményei gyanánt.

## Eredményei

### Teljes Formula–1-es eredménysorozata
(Táblázat értelmezése)

(Félkövér: pole-pozícióból indult; dőlt: leggyorsabb kört futott) 

| Év   | Csapat       | 1       | 2       | 3      | 4      | 5      | 6      | 7      | 8      | 9      | 10     | 11     | 12     | 13     | 14      | 15      | 16     | 17      | 18     | 19     | 20     | 21     | 22     | 23  | 24  | Helyezés | Pont |
| ---- | ------------ | ------- | ------- | ------ | ------ | ------ | ------ | ------ | ------ | ------ | ------ | ------ | ------ | ------ | ------- | ------- | ------ | ------- | ------ | ------ | ------ | ------ | ------ | --- | --- | -------- | ---- |
| 2011 | Toro Rosso   | AUS Tp  | MAL Tp  | CHN Tp | TUR Tp | ESP Tp | MON Tp | CAN Tp | EUR Tp |        |        |        |        |        |         |         |        |         |        |        |        |        |        |     |     | 27.      | 0    |
| 2011 | HRT          |         |         |        |        |        |        |        |        | GBR 19 | GER 19 | HUN 18 | BEL Ki | ITA Hn | SIN 19  | JPN 22  | KOR 19 | IND 18  | UAE Ki | BRA 20 |        |        |        |     |     | 27.      | 0    |
| 2012 | Toro Rosso   | AUS 9   | MAL 12  | CHN 17 | BHR 15 | ESP 13 | MON Ki | CAN 14 | EUR 11 | GBR 13 | GER 13 | HUN 15 | BEL 9  | ITA 12 | SIN 9   | JPN 10  | KOR 9  | IND 13  | UAE 10 | USA 12 | BRA 13 |        |        |     |     | 18.      | 10   |
| 2013 | Toro Rosso   | AUS Ki  | MAL 18† | CHN 7  | BHR 16 | ESP 10 | MON Ki | CAN 15 | GBR 8  | GER 12 | HUN 13 | BEL 10 | ITA 7  | SIN Ki | KOR 19† | JPN 13  | IND 10 | UAE 16  | USA 11 | BRA 10 |        |        |        |     |     | 14.      | 20   |
| 2014 | Red Bull     | AUS Kiz | MAL Ki  | BHR 4  | CHN 4  | ESP 3  | MON 3  | CAN 1  | AUT 8  | GBR 3  | GER 6  | HUN 1  | BEL 1  | ITA 5  | SIN 3   | JPN 4   | RUS 7  | USA 3   | BRA Ki | UAE 4  |        |        |        |     |     | 3.       | 238  |
| 2015 | Red Bull     | AUS 6   | MAL 10  | CHN 9  | BHR 6  | ESP 7  | MON 5  | CAN 13 | AUT 10 | GBR Ki | HUN 3  | BEL Ki | ITA 8  | SIN 2  | JPN 15  | RUS 15† | USA 10 | MEX 5   | BRA 11 | UAE 6  |        |        |        |     |     | 8.       | 92   |
| 2016 | Red Bull     | AUS 4   | BHR 4   | CHN 4  | RUS 11 | ESP 4  | MON 2  | CAN 7  | EUR 7  | AUT 5  | GBR 4  | HUN 3  | GER 2  | BEL 2  | ITA 5   | SIN 2   | MAL 1  | JPN 6   | USA 3  | MEX 3  | BRA 8  | UAE 5  |        |     |     | 3.       | 256  |
| 2017 | Red Bull     | AUS Ki  | CHN 4   | BHR 5  | RUS Ki | ESP 3  | MON 3  | CAN 3  | AZE 1  | AUT 3  | GBR 5  | HUN Ki | BEL 3  | ITA 4  | SIN 2   | MAL 3   | JPN 3  | USA Ki  | MEX Ki | BRA 6  | UAE Ki |        |        |     |     | 5.       | 200  |
| 2018 | Red Bull     | AUS 4   | BHR Ki  | CHN 1  | AZE Ki | ESP 5  | MON 1  | CAN 4  | FRA 4  | AUT Ki | GBR 5  | GER Ki | HUN 4  | BEL Ki | ITA Ki  | SIN 6   | RUS 6  | JPN 4   | USA Ki | MEX Ki | BRA 4  | UAE 4  |        |     |     | 6.       | 170  |
| 2019 | Renault      | AUS Ki  | BHR 18† | CHN 7  | AZE Ki | ESP 12 | MON 9  | CAN 6  | FRA 11 | AUT 12 | GBR 7  | GER Ki | HUN 14 | BEL 14 | ITA 4   | SIN 14  | RUS Ki | JPN Kiz | MEX 8  | USA 6  | BRA 6  | UAE 11 |        |     |     | 9.       | 54   |
| 2020 | Renault      | AUT Ki  | STY 8   | HUN 8  | GBR 4  | 70 14  | ESP 11 | BEL 4  | ITA 6  | TOS 4  | RUS 5  | EIF 3  | POR 9  | EMI 3  | TUR 10  | BHR 7   | SAK 5  | UAE 7   |        |        |        |        |        |     |     | 5.       | 119  |
| 2021 | McLaren      | BHR 7   | EMI 6   | POR 9  | ESP 6  | MON 12 | AZE 9  | FRA 6  | STY 13 | AUT 7  | GBR 5  | HUN 11 | BEL 4‡ | NED 11 | ITA 1   | RUS 4   | TUR 13 | USA 5   | MEX 12 | BRA Ki | QAT 12 | SAU 5  | UAE 12 |     |     | 8.       | 115  |
| 2022 | McLaren      | BHR 14  | SAU Ki  | AUS 6  | EMI 18 | MIA 13 | ESP 12 | MON 13 | AZE 8  | CAN 11 | GBR 13 | AUT 9  | FRA 9  | HUN 15 | BEL 15  | NED 17  | ITA Ki | SIN 5   | JPN 11 | USA 16 | MEX 7  | BRA Ki | UAE 9  |     |     | 11.      | 37   |
| 2023 | AlphaTauri   | BHR     | SAU     | AUS    | AZE    | MIA    | MON    | ESP    | CAN    | AUT    | GBR    | HUN 13 | BEL 16 | NED Vi | ITA     | SIN     | JPN    | QAT     | USA 15 | MEX 7  | BRA 13 | LVS 14 | UAE 11 |     |     | 17.      | 6    |
| 2024 | Racing Bulls | BHR 13  | SAU 16  | AUS 12 | JPN Ki | CHN Ki | MIA 15 | EMI 13 | MON 12 | CAN 8  | ESP 15 | AUT 9  | GBR 13 | HUN 12 | BEL 10  | NED 12  | ITA 13 | AZE 13  | SIN 18 | USA    | MEX    | BRA    | LVS    | QAT | UAE | 17.      | 12   |

† A versenyt nem fejezte be, de helyezését értékelték, mert a versenytáv több, mint 90%-át teljesítette.
‡ A versenyt félbeszakították, és mivel nem teljesítették a táv 75%-át, így a szerezhető pontoknak csak a felét kapta meg.
Megjegyzés: 2014-ben a szezonzáró nagydíjon dupla pontokat osztottak.